# پهن‌بال‌سانیان
پهن‌بال‌سانیان (نام علمی: Eurypterina) نام یک زیرراسته از راسته کژدم‌های دریایی است.